# Paavo Yrjölä
Paavo Yrjölä   (Hämeenkyrö, 18 de juny de 1902 - Hämeenkyrö, 11 de febrer de 1980), conegut com l'os de Hämeenkyrö, fou un atleta finlandès, especialista en el decatló, que va competir durant les dècades de 1920 i 1930. El seu germà Iivari Yrjölä i el seu fill Matti Yrjölä també foren destacats atletes.
Durant la seva carrera esportiva va prendre part en tres edicions dels Jocs Olímpics d'Estiu. El 1924, als Jocs de París, fou novè en la prova del decatló del programa d'atletisme. Quatre anys, més tard, als Jocs d'Amsterdam, guanyà la medalla d'or en el decatló, a l'hora que establia un nou rècord mundial de l'especialitat. En aquests mateixos Jocs també disputà, sense sort, les proves del salt d'alçada i el llançament de pes. El 1932, als Jocs de Los Angeles, fou sisè en el decatló.
En els anys de competició va establir tres rècords del món, el 1926, el 1927 i el 1928. A nivell nacional guanyà 11 campionats finlandesos en diferents especialitats, cinc en decatló (de 1925 a 1929), tres en pentatló (de 1925 a 1927), dos en llançament de pes (1925-1926) i un en el salt d'alçada (1928).